# Привреда Црне Горе
Привреда Црне Горе је махом заснована на услужним делатностима, тренутно у процесу транзиције. Економија ове мале државе се тренутно опоравља од последица распада Југославије и пада индустријске производње.

## Историја
Зачеци индустрије у Црној Гори се јављају се јављају на прелазу из XIX у XX век. Разлози релативно касног индустријског развоја су мала популација, недостатак сировина и лоша путна мрежа. Прве фабрике су подигнуте почетком XX века (пилане, пивара, рафинерија и електране). Између два светска рата, доминирала је пољопривреда.

### Привреда за време СФРЈ
Главни напредак је уследио после Другог светског рата. Био је праћен брзом урбанизацијом и индустријализацијом. Развила се индустрија заснована на добијању електричне енергије, челика, алуминијума, вађењу угља, шумарству и преради дувана. Туризам добија на значају осамдесетих година XX века.

### Привреда после распада СФРЈ
Распад југословенског тржишта и међународне санкције 1992. године су довеле до највећег пада индустријске производње у Црној Гори. Током наредне две године, 2/3 становништва Црне Горе је живело испод границе сиромаштва. Због излаза на Јадранско море, деведесетих година се развио шверц нафте и цигарета, проузрокован колапсом индустријске производње. Мило Ђукановић, који је дошао на чело ДПС-а 1997. године, почео је да кида везе са Србијом, оптужујући председника Милошевића за слом црногорске економије. Влада Црне Горе је потом увела немачку марку. После тога је уследила убрзана приватизација и прелазак на евро. Упркос томе, животни стандард становништва није значајно порастао. Затим је уследио референдум, одржан 21. маја 2006. године, после кога је Црна Гора постала независна држава.
Циљеви Црне Горе постају јачање туризма и придруживање Европској унији. Услед страних инвестиција и куповине имовине на црногорском приморју, економија је бележила велики привредни раст. Међутим, светска економска криза успорава овај раст и највише погађа алуминијумски комбинат у Подгорици.